# Donald Bartlett
Donald Brian Bartlett –conocido como Don Bartlett– (Gander, 1 de abril de 1960) es un deportista canadiense que compitió en curling.
Participó en los Juegos Olímpicos de Salt Lake City 2002, obteniendo una medalla de plata en la prueba masculina. Ganó una medalla de plata en el Campeonato Mundial de Curling Masculino de 1991.

## Palmarés internacional
| Juegos Olímpicos   | Juegos Olímpicos                | Juegos Olímpicos | Juegos Olímpicos |
| Año                | Lugar                           | Medalla          | Prueba           |
| ------------------ | ------------------------------- | ---------------- | ---------------- |
| 2002               | Salt Lake City (Estados Unidos) | Medalla de plata | Equipo           |
| Campeonato Mundial |                                 |                  |                  |
| Año                | Lugar                           | Medalla          | Prueba           |
| 1991               | Winnipeg (Canadá)               | Medalla de plata | Equipo           |